# وهدة (جغرافية)

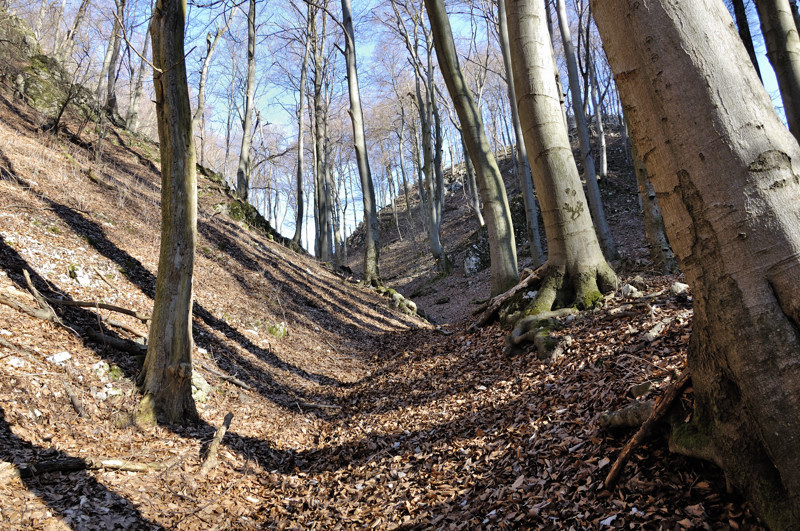
وهدة مرت بها قناة ثم جفَّت

الوَهْدَة أو الخَلَّة (بالإنكليزية: Dell) في الجغرافية انخفاض صغير مجوف منعزل ما يعني أيضًا أنه وادٍ عشبي يشبه المنتزه وغالبًا ما يكون مشجرًا جزئيًا.